# Fredrik Kessiakoff
Fredrik Carl Wilhelm Kessiakoff (Nacka, 17 de maio de 1980) é um ex-ciclista de estrada profissional sueco. Representou a Suécia nos Jogos Olímpicos de Verão de 2004 e 2008.